# Пепин (езеро)
Пипин (на английски: Lake Pepin) е естествено езеро и най-широка естествена част от Мисисипи.
Разположено на около 60 мили надолу по реката от Сейнт пол, Минесота, езерото е естествено разширение на реката на границата на Минесота с Уисконсин. Формирането на езерото е резултат от седиментни натрупвания донесени от водата от делтата на река Чипеуа. Езерото е с площ от около 100 km², а средната му дълбочина е 6,4 м., което го прави най-голямото езеро по цяла Мисисипи.
Зоната на езерото се простира от Бей Сити, щата Уисконсин на север, надолу покрай Пепин, щата Уисконсин и Рийдс Ландинг, щата Минесота, на юг малко по-горе по течението от мястото, където река Чипеуа се влива в Мисисипи. Селата Мейдън Рок и Стокхолм са на границата от страната на Уисконсин, докато Щатския парк Фронтенак заема голяма част от страната на Минесота. Най-големият град на брега на езерото е Лейк Сити в щата Минесота.
Има три кея на брега на езерото – Лейк Сити Марина и Хансен Харбър, и двете в Лейк Сити, и Данс Пепин Марина в Пепин, щата Уисконсин. Има и частен кей за клиенти на ресторанта Пикъл Фактори в Пепин. През зимата има ледени пътища, които пресичат езерото.
Мейдън Рок на езерото Пепин е място, за което се казва, че, жена от дакота на име Уинона скача, за да намери смъртта си.

## История
Езерото е отбелязано първо на карта на Нова Франция направена от Гийом Делил по искане на Луи XIV през 1703 г. Езерото е наречено на името на Жан Пепин, който се заселва на бреговете му в края на 1600те, след проучване на Големите езера от Бушервил.
Никола Перо издига първият от редица търговски постове, наречен Форт Сен Антоан през 1686 г. През 1727 г. Рене Бушер де ла Периер и Мишел Гюньо построяват Форт Бохарнуа на брега на езерото. В 1730 г. той е възстановен по-нагоре. Бушер е военен лидер, а отец Гюньо е мисионер при племето сиукси.
През 1890 г. на мястото става една от най-големите катастрофи по Мисисипи, известна като катастрофата Сий Уинг, когато параходът Сий Уинг корабокрушира в буря. Убити са 98 души.
През 1922 г. Ралф Самюелсън от Лейк Сити изобретява спортакаране на водни ски в езерото. Оттогава Лейк Сити е известен като „родината на водните ски.“ Града провежда фестивал наречен Дни на водните ски всяка година в последните събота и неделя на юни.
Фара на входа на пристана на Лейк Сити е единствения работещ Фар по цялата Мисисипи.

## Околна среда
Естествената флора на езерото Пепин е заплашена от нарастването на темпа на утаяване на седименти от водоизточниците нагоре по реката. Съюза за наследството на езерото Пепин нарича това явление „мокра пустиня“. Езерото се пълни със скорост десет пъти по-голяма, отколкото по времето до колонизацията, което основно се дължи на увеличения обем на канализацията на ферми по река Минесота.